# Anneliese Hinze (Malerin)
Anneliese Elfriede Hinze (* 16. Dezember 1907 in Leipzig; † nach 1994 ebenda) war eine deutsche Malerin, Grafikerin und Kinderbuchillustratorin.

## Leben und Werk
Anneliese Hinze war eine Tochter des Leipziger Malers und Grafikers Walter Hinze (1875–1959). Sie studierte von 1928 bis 1931 an der Staatlichen Akademie für graphische Künste und Buchgewerbe Leipzig. Dort war sie eine Schülerin von Walter Buhe (angewandte Grafik), Heinz Dörffel (1890–1953), Georg Belwe (Satz und Druck), Fritz Ernst Rentsch, Hans Soltmann, Walter Tiemann und Hellmuth Weißenborn (Buch-Illustration).
Ab 1931 arbeitete sie als freischaffende Grafikerin in Leipzig. Als Gebrauchsgrafikerin war sie in den 1930er Jahren unter anderem für die Dresdener Lingner-Werke tätig. Das Leipziger Adressbuch verzeichnet sie ab 1937 als Kunstmalerin in der Hardenbergstraße 30.
In der Zeit des Nationalsozialismus war sie obligatorisch Mitglied der Reichskammer der bildenden Künste. Während des Zweiten Weltkriegs wurden 1943/1944 ihr Atelier und Werke zerstört. Sie wurde ins Vogtland evakuiert. 1948 kehrte sie nach Leipzig zurück. In den 1960 und 1970er Jahre bereiste sie unter anderem Bulgarien, Rumänien, Jugoslawien und Ungarn. Häufig war auch die Ostsee ihr Reiseziel.
Anneliese Hinze trat vor allem als Illustratorin von Kinderbüchern hervor, die in den 1950er bis 1970er Jahren bei kleinen DDR-Privatverlagen erschienen, teilweise in Übersetzung und mehreren Auflagen. Daneben gehören realistisch-gegenstandsbezogene Gemälde, Zeichnungen und Druckgrafiken zu ihrem Gesamtwerk. Hinze gestaltete in ihren Bildern mit Vorliebe alltägliche Szenen. Sie malte Figurenbilder, Stillleben, Landschaften und Interieurs. Erwähnenswert sind ihre Sepia-lavierten Aquarelle mit Motiven von Hiddensee, Ahrenshoop und Leipziger Umland sowie Porträts von Kindern aus ihrem Familienkreis (u. a. Schauspielerin Petra Hinze).
In der DDR war sie von 1950 bis 1990 Mitglied des Verbands Bildender Künstler.

## Werke (Auswahl)

### Malerei, Zeichenkunst und Grafik
- Petra (1949, Öl, 36,5 × 43 cm)

- Traude bei der Arbeit (Aquarell, 1952)[2]
- Ziegenpeter (Aquarell, 1952)[3]
- Aus Vitte/Hiddensee (Aquarell, 1952)[4]
- Kind mit Puppe (Öl, 1953)[5]
- Malendes Kind (Lithografie, 1962)[6]
- Ute (Lithografie, 1965)[7]

### Buchillustrationen
- Gero Lindau: Nachtbesuch bei Peterchen. Lingner-Werke, Dresden 1935. (Zahnpädagogik für Kinder)
- F. W. Hopfstein, D. H. Rütters: Wächter an der Pforte. Ketzereien eines Zahnarztes. Verlag Hermann Meußer, Leipzig 1936.
- Stefan Elten: Alle meine Tiere. Jugendland Verlag, Leipzig 1950.
- Schnauz und Schnäuzchen. Dr. Herbert Schulze Buch- und Kunstverlag, Leipzig 1957.
- Gertrud Neumann-Hechler: Petra und Peter erzählen aus der Schule. Dr. Herbert Schulze Buch- und Kunstverlag, Leipzig 1958.
- Margot Schölzel, Anita Allner: Puppenschneiderin Sabine. Rudolf Arnold Verlag, Leipzig 1961.
- Walter Krumbach: Timpe. Dr. Herbert Schulze Buch- und Kunstverlag, Leipzig 1961,
- Johanna Kraeger: Der hartherzige Schneemann. Dr. Herbert Schulze Buch- und Kunstverlag Nachf., Leipzig 1966.

## Ausstellungen (unvollständig)
- 1936, 1942 und 1943: Leipzig, Museum der bildenden Künste, Große Leipziger Kunstausstellung
- 1943: Dresden, Brühlsche Terrasse, Kunstausstellung Gau Sachsen
- 1953 bis 1985: Leipzig, sieben Bezirkskunstausstellungen
- 1960: Berlin, Pavillon der Kunst („Frauenschaffen und Frauengestalten in der bildenden Kunst. 50 Jahre Internationaler Frauentag.“)
- 1962/1963: Dresden, Fünfte Deutsche Kunstausstellung
- 1966: Berlin, Neue Berliner Galerie („Wir lieben das Leben“)
- 1994: Markkleeberg („Die Stillen im Lande“)